# 西諸広域行政事務組合
西諸広域行政事務組合（にしもろこういきぎょうせいじむくみあい）は、宮崎県小林市真方493に所在する一部事務組合である。組合管理者は構成する2市1町の首長からなる「理事会」である。ここでは西諸広域行政事務組合消防本部についても言及する。

## 概要
宮崎県西部2市1町（小林市・えびの市・西諸県郡高原町）の一部事務および常備消防を担当する組織として設立された。設立当時、常備消防を持っていた市町村は小林市のみであり、事務組合設立後に常備消防に関する事項が加えられた。

### 事務内容
共同処理事業
1. 関係市町村の合同研修
2. 常備消防の設置および管理運営（消防団の運営に関するものを除く）
3. 西諸広域葬祭センターの設置および管理運営

## 西諸広域行政事務組合消防本部
西諸広域行政事務組合消防本部（にしもろこういきぎょうせいじむくみあいしょうぼうほんぶ）は、宮崎県小林市真方493に所在する消防本部である。管轄は宮崎県西部2市1町（小林市・えびの市・西諸県郡高原町）ならびに、西日本高速道路(NEXCO西日本)の高速道路の一部区間（都城市・熊本県人吉市・鹿児島県湧水町の高速道路上）である。
- 消防本部：宮崎県小林市真方493
- 管轄区域：小林市・えびの市・西諸県郡高原町ならびに、宮崎自動車道・九州自動車道の一部
  - 宮崎自動車道：上り線 高原IC - えびのJCT間。下り線 えびのJCT - 都城IC間
  - 九州自動車道：上り線：えびのIC - 人吉IC間。下り線 えびのIC - 栗野IC間。
- 管轄面積：931.27km2
- 管轄内人口：75,029人
- 職員数：消防本部21人・消防署96人 計117名（出向中の職員を含む）
- 消防署2カ所、分遣所3カ所

（2018年〈平成30年〉4月1日現在）

### 組織
- 消防本部
  - 総務課
  - 警防指令課
  - 予防課
- 中央消防署
  - 高原分遣所
  - 野尻分遣所
  - 須木分遣所
- えびの消防署

### 主力機械
2021年（令和3年）1月1日現在
- 消防ポンプ自動車:2
- 水槽付き消防ポンプ自動車:5（うちCAFSシステム対応車5）
- 救助工作車:1
- 高規格救急車:6（うち予備車1）
- 指揮車:1
- 警防車:1
- 査察広報車:7
- 総務連絡車:1
- 資機材搬送車:2

## 沿革
- 1971年（昭和46年）7月28日 - 小林市・えびの市・西諸県郡高原町・西諸県郡野尻町・西諸県郡須木村の2市2町1村において西諸広域行政事務組合を設立。
- 1972年（昭和47年）10月26日 - 共同処理事業に常備消防が追加され、西諸広域行政事務組合消防本部発足。消防本部・中央消防署を小林市に、西消防署をえびの市に設置。中央消防署の分遣所として須木村に北分遣所、野尻町に東分遣所、高原町に南分遣所を設置。小林市の常備消防（小林市消防本部）を廃止し、職員を新消防本部に出向させた。
- 1976年（昭和51年）3月26日 - 高速道路開通に伴い、高速道路救急業務開始。
- 1999年（平成11年）4月1日 - 中央消防署を除き、消防署所名を市町村名に変更。えびの消防署、須木分遣所、野尻分遣所、高原分遣所に改称。
- 2006年（平成18年）3月20日 - 須木村が小林市に編入。構成自治体は2市2町となる。
- 2010年（平成22年）3月23日 - 野尻町が小林市に編入。構成自治体は2市1町となる。

## 消防署
| 消防署 | 住所                    | 分遣所                                                                                |
| ------ | ----------------------- | ------------------------------------------------------------------------------------- |
| 中央   | 小林市真方493           | 高原:西諸県郡高原町大字西麓174 野尻:小林市野尻町東麓1147-1 須木:小林市須木中原1696-16 |
| えびの | えびの市大字大明司863-1 |                                                                                       |